# Hybognathus placitus
Hybognathus placitus är en fiskart som beskrevs av Girard, 1856. Hybognathus placitus ingår i släktet Hybognathus och familjen karpfiskar. Inga underarter finns listade i Catalogue of Life.